# 米凯莱·兰贝蒂
米凯莱·兰贝蒂（義大利語：Michele Lamberti，2000年11月3日—），意大利男子游泳运动员，2021年世界短池游泳锦标赛男子4×50米混合泳接力和混合4×50米混合泳接力铜牌得主、2024年世界游泳锦标赛男子4×100米混合泳接力铜牌得主。